# Rimodellamento ventricolare
Il rimodellamento ventricolare (o rimodellamento cardiaco) si riferisce alle variazioni di dimensioni, forma, struttura e alla fisiologia del cuore dopo un evento in genere di natura ischemica, ma che può avere eziologia diversa come l'ipertensione arteriosa cronica, le cardiopatie congenite con shunt intracardiaci e malattie delle valvole cardiache. Quando si verifica l'insulto, una serie di cambiamenti istopatologici e strutturali si verificano nel miocardio ventricolare sinistro che portano al progressivo declino della funzione ventricolare sinistra. In ultima analisi, il rimodellamento ventricolare può condurre ad una riduzione della contrattilità con diminuita funzione sistolica e ridotta gittata sistolica: praticamente il rimodellamento ventricolare, nella terminologia medica, implica un declino della funzione miocardica, anche se nel gergo comune il termine implica solitamente "miglioramento". Il rimodellamento dei ventricoli sotto le differenze pressorie fra sinistra/destra è inevitabile: tali alterazioni patologiche tra la circolazione polmonare, cerebrale e sistemica possono influenzare il rimodellamento dei ventricoli cardiaci. Il termine "rimodellamento inverso" in cardiologia comporta un miglioramento della meccanica e della funzione ventricolare a seguito di una lesione o di un processo patologico remoto.
L'ipertrofia concentrica è dovuta al sovraccarico di pressione, mentre l'ipertrofia eccentrica è dovuta al sovraccarico di volume.